# Markerová vakcína

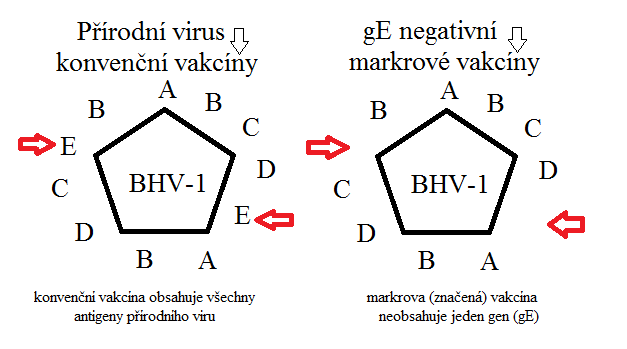
IBR protilátky u markerové vakcíny

Markerová vakcína (marker vaccine) je značená vakcína. Po její aplikaci dokážeme odlišit protilátky postvakcinační od protilátek po prodělané nemoci. V anglicky mluvících zemích se všechny vakcíny na tomto principu označují jako DIVA (Differentiating Infected from Vaccinated Animals).

## Princip
Patogen je Antigen, vyvolá tvorbu protilátek. Klasické vakcíny se vytvářejí z patogenu, který se vyskytuje u pacientů (v přírodě), obsahují všechny jeho antigeny. Sérologické vyšetření metodou ELISA reaguje na soubor protilátek na přírodní antigeny, označí nemocné i vakcinované jedince za pozitivní. Pouze zdravé jedince (bez protilátek) označí za negativní.

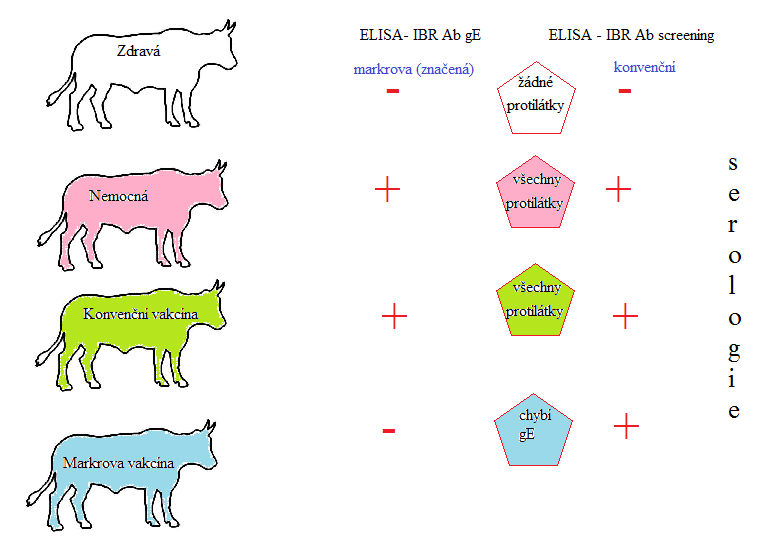
Výsledky testu ELISA u markerové vakcíny na IBR

Markerové vakcíny se vytvářejí z geneticky upraveného patogenu, kterému chybí jeden či více antigenů. Sérologické vyšetření metodou ELISA se provádí pouze na protilátky na tento antigen.

Pokud je sérum neobsahuje, pak je jedinec zdravý nebo vakcinovaný markerovou vakcínou. Pokud je sérum obsahuje, pak je (byl) jedinec nemocný nebo vakcinovaný klasickou vakcínou.
U každé markerové vakcíny chybí minimálně jeden antigen viru. Antigenní struktura vakcíny je neúplná. Je pravděpodobné, že i imunitní odezva nebude stejně komplexní jako u reakce na přírodní virus (s plnou antigenní strukturou). Odstranit tento principiální nedostatek markerových vakcín je úkolem farmaceutických firem. Vývoj vakcín se tím podstatně prodlužuje a výsledek bývá diskutabilní.

## IBR marker
Infekční rinotracheitida skotu je v ČR považována za nebezpečnou nákazu. Zatímco většina států světa proti ní bojuje vakcinací polyvalentními vakcínami, v ČR je povolena pouze markerová vakcína.
ELISA test gE na markerovou vakcínu označí za negativní pouze zvíře bez protilátek nebo vakcinované markerovou vakcínou. ELISA test klasický (screening) označí za negativní pouze zvíře bez protilátek. Vakcinovaná zvířata, a to jakoukoli vakcínou, označí za pozitivní. Zvířata po prodělané nemoci (mají protilátky) označí pochopitelně oba testy ELISA za pozitivní.
Titr protilátek určuje hladinu protilátek. Po prodělané nemoci je titr nejvyšší. Zvíře je v imunitě, nemůže znovu onemocnět. Vakcinační schéma má zajistit dostatečný titr protilátek. Ten ochrání jedince před infekcí. Obecně je titr protilátek po živých vakcínách vyšší než po inaktivovaných. Stejně tak bývá solidnější imunita po klasických vakcínách než po markerových.
U všech markerových vakcín proti IBR je třeba provádět revakcinaci každých šest měsíců, zatímco u klasických vakcín stačí revakcinace jednou za rok. Obdobná zákonitost je i u testů ELISA. U testů na protilátky proti markerovým vakcínám (ELISA gE) bývá validita laboratorního testu nižší než u klasických testů (ELISA screening). Tento fakt může zmařit snahu ozdravit populaci, tedy vytěsnit patogen z prostředí.

## Ozdravování pomocí markrové vakcíny
Viry BRD (BRSV, IBR, BVD, PI3, adenoviry) jsou v populaci trvale přítomné. U některých jedinců probíhá nemoc skrytě, a to buď po celý život, nebo alespoň mnoho měsíců. Zvíře nemá protilátky ani klinicky neonemocní, je po určitou dobu bacilonosičem. Někdy šíří vir trvale, jindy vylučování patogenu vyvolá až stres (přesun, porod, změna krmení).
Detekce viru v krvi je tou nejpřesnější metodou, jak s nemocemi BRD bojovat. Pokud lze detekovat vir, pak značení protilátek (markerová vakcína) nemá smysl. Nikdo protilátky netestuje, protože nalezení viru je mnohem průkaznější.
Ozdravování pomocí markerové vakcíny umí sledovat jen protilátky v krvi zvířat. S detekcí viru se vůbec nepočítá.
Všichni jedinci s imunitou jsou považováni za pozitivní, musí být z prostředí odstraněni. Na jatka se posílají nejen zvířata s virem, ale i zvířata zcela zdravá a odolná proti nemoci, očkovaná klasickou vakcínou.
Zůstanou pouze jedinci s protilátkami proti markerové vakcíně. Až jsou i ti odstraněni, je chov považován za „ozdravený“. Přítomnost viru v populaci však vyloučena není, latentních nosičů se pomocí žádné vakcíny nelze zbavit. Je zde i riziko globálního světa – pohyb osob a zvířat nelze kontrolovat, náhodné zavlečení nákazy nelze vyloučit.
Výsledek ozdravování pomocí markerové vakcíny je, že nikdo v chovu nemá protilátky proti nemoci. Jakékoli zavlečení viru do chovu znamená jeho nakažení a likvidaci.

## Alternativy
Místo investice do vývoje markerové vakcíny investoval vědecký svět do vývoje laboratorních testů na přímý průkaz viru. Tento vývoj byl úspěšný například u BVD (bovinní virová diarrhea). Přímý průkaz viru BVD je základním laboratorním testem. Díky tomu není třeba odlišovat postvakcinační protilátky od těch po prodělané nemoci.
Výsledek je mnohem přesnější (přímý průkaz viru), bezpečnější (protilátky v krvi chrání jedince před nákazou), ekologičtější (nikdy se nebrakuje zvíře zdravé), levnější.
Postup: Odebere se krev do hemosky (zkumavky) a vyšetří se antigen viru:
Antigen ELISA – prokazuje se antigen viru pomocí ELISA testu, který obsahuje protilátky proti virovému antigenu.
Odebere se krev do zkumavky s protisrážlivým činidlem (EDTA) a vyšetří přítomnost nukleové kyseliny viru:
PCR – přímý průkaz části nukleové kyseliny viru. Existuje několik odlišných testů PCR na stejný vir.
Ideálem epidemiologů je mít chov virologicky negativní a sérologicky pozitivní (zdravý a navakcinovaný).